# Snježana Kordić
Snježana Kordić (Osijek, 29. listopada 1964.), hrvatska je jezikoslovka i kroatistica, široj javnosti poznata po knjizi Jezik i nacionalizam.

## Životopis
Snježana Kordić rođena je u Osijeku, 1964. godine. Prema njezinom pisanju u članku "Demagogija umjesto znanosti" roditelji, otac Hrvat rodom iz Sretnica kod Mostara i majka Hrvatica rodom iz Obrovca Sinjskog, odgajali su je u strogom katoličkom duhu.:187 Prve temelje iz jezične tematike dobila je još u osnovnoj školi od svog učitelja Ivana Jurčevića, koji je kasnije također ostvario sveučilišnu karijeru na istom osječkom fakultetu. U rodnom gradu pohađala je i srednju školu – jezično usmjerenje. Diplomirala je 1988. kroatistiku na Sveučilištu u Osijeku. U Osijeku je na Filozofskom fakultetu radila 1990. kao istraživačica pripravnica iz područja kroatistike. 1991. prešla je na Filozofski fakultet u Zagrebu, gdje je primljena za asistenticu na Katedri za suvremeni hrvatski jezik Odsjeka za kroatistiku, a paralelno je predavala i na Odsjeku za novinarstvo Fakulteta političkih znanosti u Zagrebu. Nakon što je završila poslijediplomski studij jezikoslovlja na Filozofskom fakultetu u Zagrebu i magistrirala 1992. te obranila disertaciju 1993., ponuđen joj je u Njemačkoj nastavak sveučilišnog rada. Tamo je stekla status habilitirane znanstvenice (iznaddoktorski stupanj) 2002. godine. U Njemačkoj je petnaestak godina predavala kao znanstvena suradnica, docentica i profesorica na Ruhrskom sveučilištu u Bochumu, Westfalijskom Wilhelms sveučilištu u Münsteru, Humboldtovom sveučilištu u Berlinu i Sveučilištu Johanna Wolfganga Goethea u Frankfurtu.

## Znanstveno-istraživački rad
Snježana Kordić objavila je četiri knjige koje su prevedene na strane jezike (engleski, njemački ili španjolski) i 150 drugih jezikoslovnih radova u kojima je istraživala područja gramatike, sintakse, lingvistike teksta, pragmatike, semantike, diskurs analize, korpusne lingvistike, kvantitativne lingvistike, leksika, sociolingvistike, jezične politike, standardologije. Poseban doprinos dala je u istraživanju relativnih ili odnosnih rečenica, zamjenica u ulozi anafore, katafore i deikse, zatim u istraživanju veznika, priloga, prezentativa, germanizama, modalnih glagola, egzistencijalnih glagola i sintaktičkih razlika između funkcionalnih stilova jezika. Njene sintaktičke knjige premda su objavljene u Hrvatskoj i pisane su na jeziku te zemlje i govore o jeziku te zemlje nisu dobile ni jedan prikaz u Hrvatskoj,:158 ali su dobile pozitivnih prikaza u znanstvenim časopisima širom svijeta više od bilo koje druge jezikoslovne knjige do tada objavljene u Hrvatskoj.:192–193 Stoga strani slavisti konstatiraju da “je Snježana Kordić internacionalno sigurno najpoznatiji hrvatski lingvist”. Međutim, uskoro je u širim krugovima u Hrvatskoj postala poznata kao kritičar jezičnog purizma u kroatistici. Pored toga pisala je i o povijesti nastanka nacija, o konstrukcijskom karakteru nacionalne kulture i nacionalnog identiteta, te o proširenim mitovima vezanim za jezik.

### Neki sociolingvistički zaključci
- postojanje jednog policentričnog standardnog jezika: Prema njezinoj ekspertizi i zaključku niza zapadnoeuropskih jezikoslovaca koje citira, u slučaju Hrvata, Srba, Bošnjaka i Crnogoraca “se ne može govoriti o nekoliko standardnih jezika, nego o standardnim varijantama jednog te istog policentričnog standardnog jezika”.[43][44][45][46] Kao temelj takvom zaključku navodi da

- jezik kao instrument nacionalističke politike: Ilustrira “kako se instrumentalizira jezik za nacionalističke ciljeve, kako se falsificira prošlost i izgrađuju mitovi koji podupiru ideološki poželjnu sliku stvarnosti”. Također “se identitet razotkriva kao konstrukcija, a kultura kao nepodudarna s nacijom. Pokazuje se da jezik kojim govorimo ima šire granice nego što mu uobičajeno ucrtavaju, a predočava se i prava priroda jezičnog purizma.”[48]
- u svijetu je danas prestižnija hrvatska od srpske varijante: U beogradskom tjedniku NIN[24] je izjavila da, kao što je u 20. stoljeću postala prestižnija američka od britanske varijante engleskoga i brazilska od europske varijante portugalskoga, tako je u 21. stoljeću postala prestižnija hrvatska od srpske varijante "srpskohrvatskog" jezika, iako je govornika srpske varijante brojčano više. Razlozi koji su utjecali na promjenu u prestižu su prema Kordić, npr. to što Beograd, za koji je karakteristična ekavica, više nije glavni grad zajedničke države, a status glavnog grada doprinosi prestižnosti jezičnog oblika koji se u njemu govori. Kao presudni razlog koji je utjecao na pad prestiža srpske varijante navodi porast turizma u svijetu, a Hrvatska je zbog dugačke Jadranske obale turistički znatno posjećenija od Srbije, pa je izraženiji interes stranaca za učenjem hrvatske ijekavice. Ovaj zaključak S. Kordić nije dočekan s oduševljenjem u narednom broju NIN-a. Unatoč tome, S. Kordić je isto ponovila i na jednoj konferenciji u Beogradu 2016. godine,[49][50] kad je, kako je izjavila, “putovala prvi put u ovom stoljeću u Srbiju”.[51]

## Stav prema politici u znanosti
Kordić nikada nije bila član neke političke stranke. Za vrijeme studija sredinom 1980-ih odbijala je ući u komunističku partiju; zbog toga nije bila proglašena za najboljeg studenta, nego je najboljim studentom proglašen student s nižim ocjenama, ali koji je bio član Saveza komunista i srpske nacionalnosti.:219 U svojim djelima analitički kritizira kolege jezikoslovce kroatiste zbog nacionalističke ispolitiziranosti i optužuje ih da su “izdali znanost”. Zalaže se za eliminiranje nacionalizma iz lingvistike.
U skladu s tim zalaže se i protiv jezičnoga purizma u Hrvatskoj koji je na osnovi brojnih citiranih zapadnih znanstvenika dio nacionalističke ideologije. Pored toga pisala je i o povijesti nastanka nacija, o konstrukcijskom karakteru nacionalne kulture i nacionalnog identiteta, te o proširenim mitovima vezanim za jezik. Sadržaj njenog posljednjeg djela Boris Pavelić sažima na sljedeći način: “Snježana Kordić, autorica revolucionarne knjige 'Jezik i nacionalizam' u kojoj ona demistificira taj stereotip da jezik na jugoslavenskom području mora biti nacionalan i tvrdi da je to jedan policentrični jezik.” Objašnjavajući teze i zaključke svoje knjige Jezik i nacionalizam, izjavljuje za medije - tijekom Sajma knjige u Puli 2011. god. gdje je tu svoju knjigu prezentirala - da najviđeniji hrvatski lingvisti potiču i “zarađuju na nacionalizmu”, zbog čega dovodi u pitanje svrhu postojanja Hrvatske akademije znanosti i umjetnosti kao znanstvene ustanove. Izraziti interes javnosti za knjigu koji se očitovao i u tome što su od autorice mediji tražili “preko šezdeset intervjua povodom knjige” dio je “velike bure” oko tog djela koje je predstavljalo “pljusku nacionalistima”, i zbog kojeg je nagrađen izdavač Nenad Popović nagradom Süddeutsche Zeitung kao jedan od šest “velikih mirotvoraca 2010. godine”, kao jedini Europljanin među njima.
Što se tiče uvođenja ćirilice u Vukovar, ne smatra opravdanim forsiranje ćirilice. Također pokazuje da pismo nije znak dvojezičnosti. Navodi da se na osnovi 
Europske povelje o manjinskim jezicima u ovom slučaju ne radi o manjinskom jeziku, pa stoga ni o dvojezičnosti. Praksu da se u Vukovaru zbog jezika razdvajaju srpska i hrvatska djeca u vrtićima i školama naziva jezičnim apartheidom i kritički govori o lideru hrvatskih Srba Miloradu Pupovcu jer se pozivao na dvojezičnost. Isto zamjera i njegovoj nasljednici Dragani Jeckov. A razbijanje dvopismenih ploča osuđuje kao izraz mržnje prema ljudima.
U vezi nastojanja da se u Srbiji još dodatno zakonski sankcionira korištenje latinice, koja navodno ugrožava nacionalni identitet, Kordić podsjeća da je latinica i srpsko pismo jer ga kao primarno pismo koristi većina ljudi u Srbiji, a da, nažalost, već i “Ustavom Republike Srbije latinica je diskriminirana”.
Kritički se osvrćući na pokušaje rehabilitacije Draže Mihailovića, govori o zločinu četnika nad njenom obitelji. U lipnju 2014. godine potpisuje s grupom intelektualaca i aktivista otvoreno pismo katoličkim biskupima, u kojem se izražava zabrinutost zbog afirmativnih izjava nekih biskupa o Dariju Kordiću nakon njegovog povratka s odsluženja kazne za ratne zločine za koje je osuđen kod Međunarodnog suda za ratne zločine počinjene na području bivše Jugoslavije, te se traži da se “Crkva u Hrvatskoj vrati s puta nacionalističke ostrašćenosti i isključivosti na put kršćanske tolerancije i skromnosti, ekumenizma i dijaloga”. Sve to osporava optužbu s bošnjačke strane da je Snježana Kordić na liniji Herceg-Bosne. Na prigovore od strane prominentnih predstavnika hrvatske ljevičarske scene zašto Snježana Kordić kritizira Karla Marxa, pa je stoga stavljaju u istu liniju s Antom Pavelićem i ustašama, autorica reagira opširnim odgovorom.
Prva je osudila i Neretvansku deklaraciju o bosanskom jeziku, i ta njena kritika naišla je na potporu u bosanskohercegovačkim medijima, ali i na oštru osudu u nekim bošnjačkim krugovima. Njezine publikacije iz sociolingvistike izazvale su burne reakcije.

## Geneza i recepcija knjigeJezik i nacionalizam

### Diskusija koja je prethodila knjizi
Kordić je 2001. pokrenula diskusiju:466 sa svojim kolegama kroatistima u zagrebačkom časopisu Republika koja 2003. seli u novopokrenuti časopis Književna republika i traje gotovo deset godina. O toj diskusiji Igor Mandić kaže da je “najdulja, najtemeljitija i najbritkija polemika (čime, dakako, uvažavam i njene diskutante/protivnike!) vođena u hrvatskoj kulturi 21. stoljeća.” U disertaciji hrvatske lingvistice Mie Mader Skender u nekoliko poglavlja se detaljno analizira ta polemika i među ostalim zapaža: “Ponekad polemika nije bila baš znanstvena, ili je čak prešla granice dobrog ukusa kad je postala osobna (uvijek usmjerena protiv Snježane Kordić)”. Luka Pavlović zamjera uredniku Književne republike Velimiru Viskoviću što je stalno nagovarao protivnike Snježane Kordić da pišu u tom časopisu tekstove u kojima će ju osporavati “cimajući po Zagrebu za rukav hrvatske jezikoslovce da uđu u polemiku s njom”. Visković priznaje da je poticao kroatiste da joj odgovore i obrazlaže zašto je objavljivao njene odgovore unatoč pritiscima koji su mu dolazili s raznih strana: “Silno mi se sviđala njezina hrabrost, spremnost da se uhvati u koštac s najvećim autoritetima hrvatske lingvistike; briljantan je bio način kako ih je u polemikama hvatala u kontradikcijama; osim toga njezini su članci uvijek bili izvanredno teorijski lingvistički potkovani, poduprti mnoštvom citata iz recentne strane lingvistike. Osobito njezine analize odnosa nacije, nacionalnog identiteta i jezika držim doista sjajnima. Naposljetku, kakav bih ja to bio urednik koji autoricu koja izaziva pozornost, makar i iritirajući dio javnosti, izbacuje s popisa suradnika?! Obično sam svojim kritičarima odgovarao kako je Snježana Kordić štuka koja lijene šarane hrvatske lingvistike natjeruje da plivaju.” Ona je svakom uključenom supolemičaru, kako kaže, “uvijek odgovorila i citirala više stotina zapadnoeuropskih znanstvenika protiv tvrdnji naših kroatista. Ukupno sam napisala preko 500 stranica odgovora u toj diskusiji. Na kraju su zašutjeli jer više nisu mogli ponuditi nijedan argument, iako ih je urednik časopisa u kojem je to izlazilo stalno molio da mi pokušaju replicirati.” Urednik ne samo da potvrđuje točnost ovih njezinih riječi nego i dodaje: “sugerirao sam joj da napiše knjigu u kojoj će temeljito i pregledno obrazložiti svoje poglede, a kad je knjiga napisana, povezao sam je s Nenadom Popovićem u Nakladi Durieaux, u kojoj je naposljetku objavljena knjiga Jezik i nacionalizam, postavši veliki znanstveni hit.”
Iako su prije 1990. godine zastupali suprotna stajališta, hrvatski jezikoslovci akademici protive se tezi nabrojanih zapadnoeuropskih (socio)lingvista koje citira Snježana Kordić o jednom policentričnom jeziku čijom varijantom govore Hrvati.
Tako Stjepan Babić, na čiju Katedru za suvremeni hrvatski jezik je 1991. kao kadrovska obnova primljena Snježana Kordić prilikom njegovog odlaska u mirovinu, uključio se u diskusiju u Književnoj republici tekstom u kojem zagovara preskriptivizam i purizam. Odgovoreno mu je argumentima o neopravdanosti njegovog pristupa “kao da postoji neko idealno stanje jezika u prošlosti koje danas treba nasilno uspostaviti”. Istovremeno se o diskusiji izjasnio i u pet polemičkih tekstova u tjedniku Fokus (br. 174-178), gdje u prvom tekstu (str. 54), koji ponavlja i u svojoj knjizi tvrdi da “nemamo čvrstih znanstvenih kriterija što ćemo smatrati jednim jezikom, a što različitim”, na što mu je odgovoreno citiranjem brojnih znanstvenih kriterija. I zaključeno kako kod Hrvata, Srba, Bošnjaka i Crnogoraca “kad se ti kriteriji primijene na jezik nabrojanih nacija, svi dokazuju da je to jedan jezik, a ne nekoliko.”
Babić je objavio i zbirku svojih polemika u kojoj priznaje da je “zagudio unitaristički”. Knjigu Kordić također kritički analizira navodeći “Tu je on u borbi za zbližavanje otišao dalje nego ijedan drugi autor, predlažući u devet točaka i konkretnu metodologiju rada na 'uklanjanju' razlika među varijantama”. “Priznaje da je isti smjer nastavio i narednim tekstom” i “o tim svojim člancima kaže da su "normalan put u zbliženju naših varijanata na znanstvenoj i načelnoj osnovi i toga ću se puta i ubuduće držati".”:178
Dalibor Brozović reagira na u diskusiji iznesene tvdnje o svojoj knjizi Standardni jezik osporavanjem postojanja kritike navodeći da je sa svojim “dobrim prijateljem Nikitom Iljičem Tolstojem” imao skladne odnose i da se “zaista moram čuditi” da bi Tolstoj mogao napisati opširnu kritiku njegove tipologije standardnosti. Zato mu Kordić, kao i M. Wingender, pokazuje brojna sporna mjesta njegove tipologije koja Tolstoj iznosi da bi na kraju sažela: “Zaključno Tolstoj sumira da Brozovićeva tipologija sadrži "izložena na spornim osnovama ili bez dovoljne argumentacije, slabo relavantna ili loše formulirana obilježja u matrici identifikacije D. Brozovića"”.:188–189 Kordić također obrazlaže neprikladost Brozovićevih pojmova srednjojužnoslavenski dijasistem:177–178 i apstraktnost jezika naspram varijanti,:179 što prenosi i komentira Jerzy Molas u svom prikazu diskusije: “Iz perspektive strukturalističke metodologije, i varijante i standardni jezik razmatraju se na razini "langue", a ne "parole" – i u tom smislu imaju status jednako apstraktnih entiteta. Međutim, primjenom ovih koncepata na način koji je predložio Dalibor Brozović moglo bi se negirati ne samo postojanje srpskohrvatskoga, već i engleskoga ili čak poljskoga.” Kordić kritički analizira i Brozovićevo odobravanje jezične cenzure i purizma:194 koje on opravdava ranijim unitarizmom. Međutim, Kordić uočava da za Brozovića priče o unitarizmu i nisu bitne jer on piše da “hrvatskosrpski jezik kao jezik, kao lingvistički fenomen, kao jedan od jezika slavenske porodice, nije ni trebalo izjednačivati: on je oduvijek bio jedan”.:193 Citira i brojne druge Brozovićeve tvrdnje iz ranijih godina koje podržavaju iste argumente koje ona brani.:183
Mario Grčević nakon što opširno u diskusiji govori o svojoj prvoj knjizi suočava se s citatima koji pokazuju da je od strane njemačkih jezikoslovaca njegova knjiga odbačena jer nudi definicije pune neodređenosti, jer u knjizi prvenstveno govori o zastarjelim koncepcijama o kojima su drugi prije njega već sve rekli, jer potpuno preuzima Babićeva i Brozovićeva shvaćanja i da čak ni u popisu literature ne navodi dobro poznate radove drugih autora koji su se o Brozovićevoj tipologiji kritički izjasnili, i na kraju, jer ne daje nikakve argumente za zasebnost hrvatskoga jezika.
Jednako i Leopold Auburger u diskusiji govoreći o jezičnopovijesnim temama upućuje na svoju knjigu, koja je također u Njemačkoj odbačena jer “kako je Lehfeldt u kritičkom prikazu te knjige utvrdio, za nju je karakterističan teleološki pristup, tj. vjerovanje da su događaji bili unaprijed određeni pomoću svrhe odnosno današnjeg stanja i da su se ciljano kretali prema ostvarenju toga. [...] Lehfeld zaključuje: [...] "Neodrživost takvog teleološkog promatranja jezika je očita."”
Zvonko Pandžić uključio se u diskusiju nakon što je Kordić citirala negativnu kritiku njegovog prijevoda Kašićeve gramatike. :166–168 Naime, “Pandžić je prevodeći Kašićevu gramatiku intervenirao u original i mijenjao ga, što je nedopustivo jer radi se o krivotvorenju originala. Njemački slavist H. Keipert je u svojoj negativnoj recenziji Pandžićevog prijevoda ukazao na ta prepravljanja i osudio ih.”
Premda je August Kovačec 1988. godine tvrdio da “do danas nijedna zemlja nije dosegla razinu jugoslavenske jezične politike ni u pogledu pravnih normi ni u pogledu prakse”, 2005. tvrdi da se tada od nas tražilo “trebalo bi se odreći svakog tračka jezičnoga sjećanja, svake primisli da su Hrvati imali svoju vlastitu tradiciju”. No Kordić u odgovoru navodi da “kultura i tradicija se ne podudaraju s nacionalnim i državnim granicama. I to ne samo na našim prostorima, nego i drugdje u svijetu”, pa u nastavku to ilustrira brojnim primjerima.
Vinko Grubišić se žali da se u jezikoslovlju zanemaruje “ono što nije podudarno”, na što mu je nakon kritičkog prikaza njegove gramatike odgovoreno “da lingvistika ne zatvara oči pred varijacijama, nego ih konstatira i opisuje, ali ih vidi u realnoj veličini, a ne u onoj koja im se pripisuje kad ih se gleda s nacionalnom dioptrijom.”:187
Tvrdnje Snježane Kordić polemički je pokušao osporiti čak i mentor njene disertacije Ivo Pranjković kojemu je odgovorila trima tekstovima. Tako Pranjković kaže: “Treba isto tako reći da situacija s hrvatskim i srpskim nikako nije usporediva ni s njemačkim ni s engleskim... I u slučaju njemačkoga i u slučaju engleskoga najprije je u dužem vremenskom periodu postojao utvrđeni i normirani njemački i engleski standard (takvi “klasični” standardi uostalom postoje i danas: tzv. Hochdeutsch i “šekspirijanski” engleski), pa su se onda teritorijalno diferencirali (Austrija i Švicarska odnosno Amerika i Australija), a u hrvatskom i srpskom slučaju nikakvoga “klasičnoga” standarda i nije bilo, unatoč brojnim i upornim nastojanjima da se on konstituira”, na što mu je odgovorila da njegova tvrdnja za njemački nije točna i citirala mu je germanističke radove.:262 Na njezino navođenje dokaza Pranjković je uzvratio tvrdnjom da se “u lingvistici, a pogotovo u sociolingvistici uglavnom i ne operira dokazima”.:172 Slično se u diskusiji izjašnjava i akademik Stjepan Damjanović jer priznaje o svom polazištu da “nije po uobičajenim kriterijima lingvističko jer ne polazi od jezika, nego od naroda” I njegov pristup osporavaju njemački jezikoslovci koji se u odgovoru citiraju.:186
Budući da su velika većina sudionika u diskusiji akademici, odlučili su, kako urednik časopisa u kojemu je diskusija tekla navodi, da pojedinačno više ne sudjeluju u diskusiji. Umjesto toga su istupali u javnosti kolektivno u ime HAZU. Međutim, Kordić je i na te njihove zajedničke tekstove odgovorila, i to u dva nastavka.
Također je u okviru diskusije napisala niz kritičkih prikaza knjiga autora koji su se potom javili u diskusiji, a i nekih drugih domaćih jezikoslovaca, npr. Marka Samardžije, Anđele Frančić, Lane Hudeček, Milice Mihaljević, Josipa Silića, Stjepka Težaka, Dragutina Raguža, Mirka Petija, Anite Peti-Stantić, Ive Žanića. Istodobno je objavila i veći broj prikaza recentnih knjiga iz čitavog svijeta kako bi se oni koji prate diskusiju mogli obavijestiti o stanju jezikoslovne znanosti u svijetu. Posljednji i najobimniji prikaz, kojim je diskusija i završila 2009. godine, predstavlja knjigu njemačkog jezikoslovca Bernharda Gröschela u koju je “uključena i diskusija o jeziku unutar "Književne republike", o kojoj Gröschel iznosi svoje mišljenje na mnogo mjesta u knjizi, pa se ova monografija može smatrati i svojevrsnim prilogom toj diskusiji od strane jednog inozemnog eksperta.”

### Odjeci na knjigu
Knjiga Jezik i nacionalizam nije ponavljanje prethodno objavljenih tekstova iz diskusije, nego je od početka koncipirana kao zasebno djelo. Nijedan akademik koji je sudjelovao u diskusiji nije objavio svoj prikaz te knjige, međutim u inozemnim stručnim časopisima je objavljen niz pozitivnih recenzija, a u domaćoj sredini je knjiga izazvala u medijima “velik interes šire kulturne javnosti”. I izdavač to potvrđuje: “Direktor Durieuxa Dražen Tončić otkriva nevjerojatnu činjenicu – nikada nismo očekivali neku ludnicu od prodaje, kaže Tončić, dodajući da im se ipak i to dogodilo u slučaju knjige "Jezik i nacionalizam" lingvistice Snježana Kordić, vjerojatno zato što se oko te knjige podigla velika prašina”. Neki autori čak smatraju da je riječ o “'najčitanijoj lingvističkoj knjizi otkako postoji Hrvatska država” i da je Kordić napisala “jednu od najznačajnijih knjiga što je na ovim prostorima objavljena u posljednjih deset godina”. U Hrvatskoj je nominirana među pet “knjiga desetljeća iz područja mirotvorstva, nenasilnog djelovanja i ljudskih prava”.
Izjavu Sande Ham - inače profesorice Snježane Kordić iz osječkog razdoblja njezinih studija – da se u knjizi radi o stavovima koji služe za “unitarističke i nostalgične potrebe”  kritički analizira Slobodan Šnajder podsjetivši “da iz lingvistički evidentne činjenice – hrvatski i srpski su jedan policentrični jezik – ne slijede nikakve političke odluke, niti neka posebna jugo-nostalgija.'” A i Kordić kaže “da policentričnost jezika ne navodi na nekakvo državno zajedništvo jer se i varijacije svih drugih policentričnih jezika govore u nekoliko različitih država.” Izjave Sande Ham naišle su na niz drugih kritičkih reakcija. Frankfurter Rundschau izvještava tada da zbog “prijetnje ubojstvom, Snježana Kordić više ne odaje svoje mjesto boravka”. Međutim, Mate Kapović je odmah prvi izrazio podršku tvrdnji Sande Ham označivši također da je zastupana pozicija “unitaristička”. To što Kordić u knjizi koristi nekoliko tisuća citata iz preko petsto različitih radova, najčešće zapadnoeuropskih lingvista, Jurica Budja želi obezvrijediti tvrdnjom “da su stranci na koje se S. Kordić u svojoj knjizi pozivlje nerijetko u svojemu pisanju o južnoslavenskoj problematici oholi, pa u svojoj oholosti i primitivni”. A Kapović i ovome daje za pravo, pa čak još pojačava osudu tako što autoricu optužuje za upadanje u “kulturno-lingvistički autorasizam” jer se “gotovo cijela knjiga sastoji isključivo od citata uglavnom stranih znanstvenika”.:53 Taj prigovor Aleksandar Hut Kono vidi kao “ksenofobno” motiviran i istovremeno optužuje Kapovića za plagiranje njene knjige. A španjolski filolog i prevoditelj njezine knjige Juan Cristóbal Díaz baš pozitivno naglašava kako je u knjizi “ʻJezik i nacionalizamʼ impresivan način na koji je svaka važna tvrdnja u knjizi poduprta nizom citata međunarodnih eksperata iz raznih polja misli i znanosti.” Kordić, nadalje, uočava navođenjem primjera još jednu drugu pojavu vezanu za Kapovićevo izricanje kritika: često pokazuje sklonost da izmisli nešto kao njezinu tvrdnju da bi to što je izmislio kritizirao.
U srpskim medijima kritiziraju njezine stavove "poznati srpski nacionalisti nelingvisti Dragoljub Zbiljić i Nenad Nikolić", koji ju optužuju da "je poluistina Kordićeve neusporedivo opasnija za srpsku nego za hrvatsku lingvistiku", da "uskraćuje Srbima autorefleksiju" i da "za Srbe je pogubna" jer "jezik oslobađa obilježenosti srpskom tradicijom, svodi ga na simbolički neutralno sredstvo komunikacije i podstiče na ravnodušnost prema njegovom imenovanju i broju raznoraznih imena koja se srpskom jeziku daju". U Hrvatskoj je uslijedila reakcija na ove optužbe.
Nasuprot ovim navedenim citatima iz srpskih medija u kojima se kritizira njezina knjiga, izrazio je srpski skandinavist Ljubiša Rajić svoje pozitivno mišljenje. Njemu se priključio i romanist Ivan Klajn, te opći lingvist Milorad Pupovac. Pored prikaza knjige u stručnom časopisu u Srbiji autorice Bojane Gerun, i u Crnoj Gori je montenegristica Rajka Glušica objavila pohvalnu recenziju knjige u tamošnjem filološkom časopisu. Slavisti iz raznih zemalja EU su u svojim stručnim časopisima objavili pohvalne recenzije knjige Jezik i nacionalizam, tako Maria Rita Leto u Italiji, Pavel Krejčí u Češkoj, Jerzy Molas i Henryk Jaroszewicz u Poljskoj, Ulrich Obst u Njemačkoj i mnogi drugi.
Svoju recenziju u časopisu Poljske akademije znanosti Socjolingwistyka završava Henryk Jaroszewicz sljedećim riječima: 
"Zaključno se s punim uvjerenjem može reći da je 'Jezik i nacionalizam' kapitalna monografija. [...] Možemo se čak usuditi reći da monografija Snježane Kordić ima potencijal da postane prekretnica u povijesti kroatistike, epohalno djelo - u punom smislu te riječi - za hrvatsko jezikoslovlje. [...] Stoga djelo Snježane Kordić može postati svojevrsna katarza kroatistike, izvrsno i pošteno razračunavanje s erom u kojoj je hrvatska lingvistika tako često tonula u znanstvenu stagnaciju, reducirana od strane hrvatskih elita samo na podređenu ulogu oružja korištenog u političkoj borbi za hrvatsku državotvornost. Pitanje je jedino jesu li današnja kroatistika i današnje hrvatsko društvo već spremni prihvatiti jedno takvo djelo kao što je 'Jezik i nacionalizam'?"
U talijanskom časopisu Studi Slavistici Maria Rita Leto u recenziji ističe:
"Godinama se Kordić u Hrvatskoj bori pokušavajući razvezati čvor koji veže jezikoslovlje, nacionalizam i politiku (i godinama je zbog toga marginalizirana i napadana). [...] Ponovno Kordić strpljivo razdvaja lingvistički aspekt od politike, želeći se strogo pridržavati načela lingvistike kako bi zadržala svoju neovisnost od nacionalističke propagande i manipulacije. [...] Knjiga Snježane Kordić je pisana jasno, analitički i čita se s užitkom."
Znanstveni časopis Studia z Filologii Polskiej i Słowiańskiej objavio je recenziju Jerzyja Molasa u kojoj piše da knjiga 'Jezik i nacionalizam' "izuzetno brižljivo, koristeći bogatu literaturu iz područja slavistike i opće lingvistike, sociologije, kulturološke antropologije i politologije, predstavlja sve aspekte spora oko srpskohrvatskog jezika. Vjerojatno više od polovice teksta čine prikladno izabrani citati iz radova, uglavnom autora s engleskog i njemačkog govornog područja, koji se odnose na ovu temu."
Hrvatski znanstvenik Goran Miljan je u Berlinu objavio recenziju u kojoj ocjenjuje da "Kordić razrađuje ideje jezika, lingvistike, politike, povijesti, kulture itd. na dobro strukturiran i akademski izuzetno pohvalan način." Pavel Krejčí u recenziji objavljenoj u češkom filološkom časopisu naglašava da "knjiga je bez sumnje jedna od najvažnijih i najvrednijih publikacija o datoj temi." Njemački lingvist Ulrich Obst nakon što je istakao da se u knjizi "svi pseudoargumenti bravurozno osporavaju" završava recenziju sljedećom rečenicom: "Čovjek bi jako poželio ovoj knjizi da naiđe na plodno tlo prvenstveno kod osoba koje su na prominentnim pozicijama u političkom i kuturnom životu dotičnih država i da tamo gdje je potrebno dovede do promjena u razmišljanju."
U časopisima The Slavonic and East European Review i i Eurasia Border Rewiew također su objavljene pohvalne kritike.

### Državno financiranje knjigeJezik i nacionalizam
Objavljivanju njezine knjige Jezik i nacionalizam (Durieux 2010) novčano je pomoglo Ministarstvo kulture Republike Hrvatske pod vodstvom Bože Biškupića. Hrvoje Hitrec, predsjednik udruge Hrvatsko kulturno vijeće, odnosno njegova udruga podigla je prijavu protiv ministra kulture Bože Biškupića zbog sufinanciranja knjige Jezik i nacionalizam koja po njegovom mišljenju šteti hrvatskoj kulturi i vrijeđa govornike hrvatskog jezika, jer ta knjiga navodno napada hrvatski jezični identitet i institucije te hrvatski Ustav, jer u njoj su "argumenti" da hrvatski jezik ne postoji. Prijava je naišla na brojne negativne reakcije u hrvatskim medijima. DORH je prijavu odbacio.

### Deklaracija o zajedničkom jeziku iJezik i nacionalizam
Kordić je početkom 2016. prihvatila poziv da bude član četveročlane radne grupe međunarodnog projekta "Jezici i nacionalizmi" koji je bio inspiriran njezinom knjigom Jezik i nacionalizam. U okviru projekta organizirana je serija tribina u Hrvatskoj i tri države koje graniče s Hrvatskom: BiH, Crnoj Gori i Srbiji, na kojima je sudjelovala kao moderator ili govornik zajedno s brojnim drugim stručnjacima za jezik. Naredne godine proširena radna grupa održava dvodnevi radni sastanak 16. i 17. siječnja u Zagrebu na kojem se sastavljao tekst Deklaracije o zajedničkom jeziku. Na sastanak u Zagreb su odbili doputovati svi pozvani srpski lingvisti, a nakon objavljivanja je tekst žestoko napadnut od strane najviđenijih srbista u Beogradu: npr. Miloš Kovačević kaže da "Ova Deklaracija je mnogo povoljnija za Hrvate jer im sad omogućava sve što su uzeli od Srba, ali i Muslimanima i Crnogorcima. Ova deklaracija je napravljena u starom komunističkom stilu da su svi ravnopravni u svemu i svi podjednako krivi u svemu. To je perfidno propagiranje hrvatske deklaracije iz 1967. ... opasno je to što se kaže da nijedna varijanta nije vrednija od druge. Prema njima, bosanska ili crnogorska varijanta srpskog nije manje vrijedna od naše čisto srpske." Njemu se pridružuje akademik Predrag Piper i razni drugi srpski lingvisti. Iste 2017. godine Kordić sudjeluje na nizu tribina u sve četiri zemlje organiziranih povodom donesene Deklaracije. Naredne 2018. pozivana je da drži plenarna predavanja o Deklaraciji i temi svoje knjige na znanstvenim konferencijama održavanima na sveučilištima raznih EU zemalja, a potom i na sveučilištima u Japanu.

## Knjige
- Jezik i nacionalizam, Durieux, Zagreb, 2010.[2] (španjolski prijevod Lengua y Nacionalismo 2014.[230][231])
- Riječi na granici punoznačnosti, Hrvatska sveučilišna naklada, Zagreb, 2002.[232][233] (njemački prijevod Wörter im Grenzbereich von Lexikon und Grammatik im Serbokroatischen 2001.[234][235])
- Kroatisch-Serbisch. Ein Lehrbuch für Fortgeschrittene mit Grammatik, Buske, Hamburg, 1997.[236] (engleski prijevod Serbo-Croatian 1997.[237][238])
- Relativna rečenica, Matica hrvatska & Hrvatsko filološko društvo, Zagreb, 1995.[239] (njemački prijevod Der Relativsatz im Serbokroatischen 1999.[240][241][242])

## Vanjske poveznice
- Snježana Kordić, Jezik i nacionalizam (cjelovita knjiga)
- Webstranice Snježane Kordić
- Lista svih publikacija Snježane Kordić u Informacijskom sustavu znanosti RH "CroRIS"
- Djela čiji je autor Snježana Kordić pohranjeni u knjižnici Internet Archive
- Djela Snježane Kordić u navodima Google znalca
- Životopis Snježane Kordić Arhivirana inačica izvorne stranice od 18. kolovoza 2011. (Wayback Machine) u Tko je tko u hrvatskoj znanosti
- Publikacije znanstvenika/ce Snježane Kordić na ResearchGate
- Abstrakti i cjeloviti radovi Snježane Kordić u SSRN
- Lista radova Snježane Kordić u ORCID
- Naslovnice knjiga Snježane Kordić u Open Library
- Snježana Kordić na WorldCat
- Snježana Kordić na stranici VIAF
- Snježana Kordić u Njemačkoj nacionalnoj knjižnica
- Snježana Kordić u katalogu Kongresne knjižnice
- Indeksiranost knjiga Snježane Kordić u LibraryThing
- Snježana Kordić u internetskoj bazi filmova IMDb-u (engl.)
- Bio-bibliografija Snježane Kordić Arhivirana inačica izvorne stranice od 7. ožujka 2016. (Wayback Machine) u Hrvatski znanstvenici u inozemstvu
- Popis članaka Snježane Kordić na njemačkom Slavističkom portalu